# Polemon von Athen
Polemon von Athen (griechisch Πολέμων Polémōn; * um 350 v. Chr.; † wohl 270/269 v. Chr. in Athen) war ein antiker griechischer Philosoph. Er war Platoniker und leitete jahrzehntelang als Scholarch die Platonische Akademie in Athen.

## Leben
Polemon stammte aus einer wohlhabenden Familie von Athen. Sein Vater Philostratos war ein angesehener Bürger und besaß einen Rennstall. Als Jüngling soll Polemon verschwenderisch gewesen sein und ein ausschweifendes Leben geführt haben; Antigonos von Karystos berichtet, er sei deswegen sogar von seiner Frau verklagt worden.
Einer legendenhaften Anekdote zufolge kam Polemon eines Tages bekränzt und in betrunkenem Zustand in die Akademie. Deren damaliger Leiter Xenokrates, ein Schüler Platons, ließ sich dadurch nicht vom Unterricht ablenken, sondern setzte seinen Vortrag fort, der von der Tugend der Mäßigung handelte. Davon soll Polemon so beeindruckt gewesen sein, dass er sein Leben radikal änderte, sich für eine philosophische Lebensweise entschloss und sich an der Arbeit in der Akademie zu beteiligen begann. Damals war er dreißig Jahre alt. Xenokrates wurde sein Vorbild. Bald fiel er durch seinen Fleiß auf und zeichnete sich so aus, dass ihm nach Xenokrates’ Tod 314 oder 313 das Amt des Scholarchen zufiel. Er leitete die Akademie bis zu seinem Tod, der wohl 270/269 eintrat, also mehr als vier Jahrzehnte lang.
Polemon wurde für seine Ausgeglichenheit, seine ernste, würdige Haltung und seine vornehme Gesinnung gerühmt. Obwohl er das Gelände der Akademie, wo er lebte und lehrte, nicht zu verlassen pflegte und sich nicht um eine Popularisierung der Philosophie bemühte, genoss er auch in der Stadt hohes Ansehen. Über seine Selbstbeherrschung und seinen Gleichmut kursierten Anekdoten. Auch bei Tragödienaufführungen und bei einer Dichterlesung zeigte er keine Erregung, was damals ungewöhnlich war und auffiel. Er starb in hohem Alter.

## Werke und Lehre
Polemon soll eine beträchtliche Zahl von Schriften verfasst haben. Sie sind alle bis auf Fragmente verloren, und mit einer Ausnahme – einer Abhandlung „Über das naturgemäße Leben“ – sind nicht einmal ihre Titel bekannt.
Im Mittelpunkt seiner Aufmerksamkeit stand die philosophische Lebensführung. Der Doxograph Diogenes Laertios, der sich auf Angaben des Biographen Antigonos von Karystos stützt, berichtet, Polemon habe oft seine Überzeugung ausgedrückt, dass ein Philosoph sich durch seine Taten üben solle, denn die eigene Lebenspraxis sei wichtiger als die Kenntnis von Lehrsätzen. Anderenfalls gleiche man einem Menschen, der eine Harmonielehre auswendig lernt, aber nie musiziert. Durch geschicktes Diskutieren könne man zwar Bewunderung erregen, aber den inneren Zwiespalt im eigenen Gemüt nicht überwinden, da Theorie und Praxis auseinanderklaffen. Die Betonung der Praxis bedeutete aber nicht, dass Polemon sich von der Dialektik und der philosophischen Theorie grundsätzlich abwandte; er missbilligte nur eine einseitige Betonung der Debattierkunst, die Selbstzweck wird, statt sich auf das Leben auszuwirken.
Eine zentrale Rolle spielt in Polemons Ethik die Forderung nach einem naturgemäßen, d. h. der menschlichen Natur entsprechenden Leben. Die Natur des Menschen tritt in den Betätigungen hervor, in denen sich die Tugendhaftigkeit der Seele äußert. Aus tugendgemäßem Handeln ergibt sich die Eudaimonie, der optimale Gemütszustand; äußere Güter sind dafür keine notwendige Voraussetzung. Im Rahmen seines Verständnisses des Naturgemäßen spricht sich Polemon gegen die Fleischnahrung aus.
Den Kosmos identifiziert Polemon mit der Gottheit; er vertritt also eine Theologie, die von der Immanenz der Gottheit ausgeht.

## Rezeption
Unter Polemons Schülern stand ihm Krates am nächsten; die beiden Platoniker waren eng befreundet und wohnten zusammen. Krates wurde sein Nachfolger als Scholarch. Weitere Schüler waren Krantor, der vor Polemon starb, sowie Zenon von Kition, der Begründer der Stoa, und Ariston von Chios, der später ebenfalls ein prominenter Stoiker wurde. Polemons Bekenntnis zum Vorrang einer naturgemäßen, tugendhaften Lebensführung gegenüber bloßen Denkbemühungen und Debatten und sein Lebensideal eines unerschütterlichen Gleichmuts wurden zu Kernelementen der stoischen Haltung. Die stoische Ethik entstand in der Auseinandersetzung mit seiner Lehre vom naturgemäßen Leben. Der berühmte Stoiker Chrysippos von Soloi lobte Polemons Leistungen auf dem Gebiet der Dialektik.
Der spätere Scholarch Arkesilaos, der Polemon und Krates noch erlebte, erzählte, die beiden Philosophen seien ihm wie Götter oder Überbleibsel aus dem Goldenen Zeitalter erschienen. Diese Bemerkung war auch als vorsichtige Kritik gemeint; Arkesilaos deutete an, dass Polemon den Kontakt mit der Gegenwart verloren hatte und mit seiner Zurückgezogenheit darauf verzichtete, den Platonismus einer breiteren Öffentlichkeit nahezubringen.
Cicero berichtet, dass der Philosoph Antiochos von Askalon Polemon besonders schätzte.
Die Erzählung von Polemons Bekehrung zur Philosophie wurde in der antiken Literatur öfters aufgegriffen. Die legendenhafte Episode diente als Musterbeispiel für einen fundamentalen Sinneswandel eines auf Abwege geratenen jungen Menschen, der sich dank der Begegnung mit einem vorbildlichen philosophischen Lehrer zur Umkehr entschließt. Zu den Autoren, die auf die Geschichte Bezug nahmen, gehören Horaz, Plutarch, Epiktet, Lukian, Fronto, Origenes, Themistios, Gregor von Nazianz und Augustinus. Valerius Maximus nahm eine Version der Erzählung in seine Facta et dicta memorabilia auf.

## Ausgaben
- Marcello Gigante (Hrsg.): I frammenti di Polemone academico. In: Rendiconti della Accademia di Archeologia, Lettere e Belle Arti (Napoli), N.S. Bd. 51 (1976), 1977, S. 91–144